# James Moore II
James Moore II (* zwischen 1676 und 1682 in Charleston, im späteren US-Bundesstaat South Carolina; † 17. Februar 1723 ebenda) war ein britischer Kolonialbeamter und Gouverneur der Province of South Carolina.

## Leben
James Moore wurde als Sohn von James Moore Sr. und Margaret Berringer geboren. Der Vater war zwischen 1700 und 1703 englischer Gouverneur in South Carolina gewesen. Das Geburtsjahr wird in manchen Quellen mit 1667 angegeben. Das kann aber nicht stimmen. Sein Vater kam erst 1675 nach South Carolina und hat 1676 Margaret Berringer geheiratet. Im Jahr 1667 war der Vater 17 Jahre alt und noch nicht in South Carolina. Damit kann der Sohn nicht 1667 in Charleston geboren sein. Da er zum Zeitpunkt des Testaments seines Vaters volljährig war, muss er zwischen 1676 und 1682 geboren sein. Der jüngere James Moore wurde ein erfolgreicher Pflanzer. Er heiratete Elizabeth Beresford, mit der er sechs Kinder hatte.
In den Jahren 1706 bis 1705 war Moore Mitglied im kolonialen Parlament. Er war auch Mitglied der Miliz, wobei er im Lauf der Jahre bis zum Generalleutnant aufstieg. Anfang des 18. Jahrhunderts nahm er an verschiedenen Indianerkriegen teil. Nach der Umwandlung der Province of South Carolina in eine direkt dem König bzw. der britischen Regierung unterstellten Kolonie wurde Moore am 21. Dezember 1719 zum ersten Gouverneur dieser neuformierten Kolonie ernannt. Dieses Amt bekleidete er bis zum 30. Mai 1721. Zu Anfang seiner Amtszeit gab es noch Unruhen, die von den sogenannten Proprietoren ausgingen, die in den  Jahrzehnten zuvor die Macht in der Kolonie weitgehend selbst ausgeübt hatten und sich nun ihrer vormaligen Stellung beraubt sahen. Am Ende mussten sich die Proprietoren mit der neuen Lage abfinden. Nach dem Ende seiner Amtszeit wurde Moore wieder Mitglied im kolonialen Parlament, wo er das Amt des Vorsitzenden (Speakers) übernahm. Außerdem wurde er noch Richter der Admiralität und Generalstaatsanwalt (Attorney General) der Province of South Carolina. Er starb am 17. Februar 1723 in Charleston.